# Захарчук, Алексей Васильевич
Алексей Васильевич Захарчук (род. 15 января 1945) — советский деятель, новатор производства, бригадир проходчиков шахты № 1 «Нововолынская» производственного объединения «Укрзападуголь» Волынской области. Депутат Верховного Совета СССР 10-11-го созывов. Член Ревизионной Комиссии КПУ в 1981—1990 г.

## Биография
Образование среднее. В 1961—1964 г. — машинист шахтных машин и механизмов, проходчик шахты № 1 «Нововолынская» производственного объединения «Укрзападуголь» Волынской области.
В 1964—1967 г. — служба в Советской армии.
Член КПСС с 1967 года.
В 1967—1973 г. — проходчик, машинист проходческого комбайна шахты № 1 «Нововолынская» производственного объединения «Укрзападуголь» Волынской области.
С 1973 года — бригадир проходчиков шахты № 1 «Нововолынская» производственного объединения «Укрзападуголь» города Нововолынска Волынской области.
Потом — на пенсии в городе Нововолынске Волынской области.

## Награды
- ордена
- медали